# Johann Albrecht Friedrich von Eichhorn

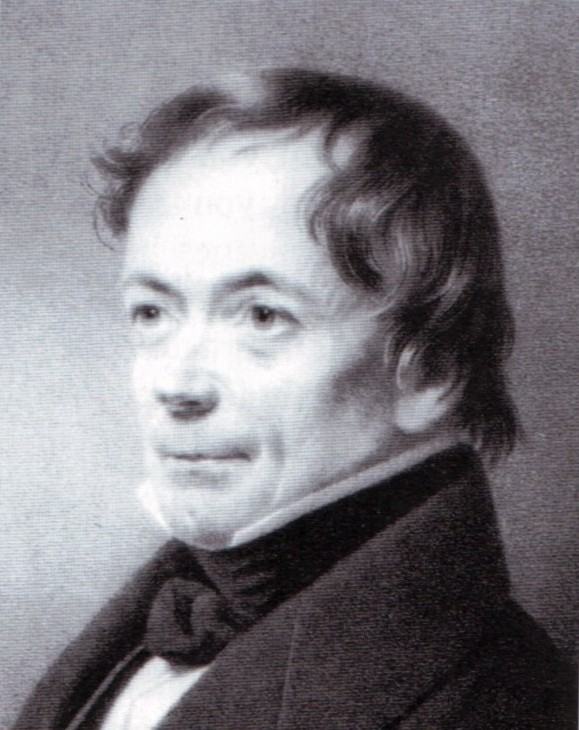
Johann Albrecht Friedrich von Eichhorn

Johann Albrecht Friedrich von Eichhorn, född den 2 mars 1779 i Werthheim, död den 16 januari 1856  i Berlin, var en preussisk statsman, kusin till Karl Friedrich Eichhorn, svärfar till Otto Göschen.
Eichhorn blev 1810 preussiskt kammarrättsråd och ungefär samtidigt syndikus vid Berlins universitet.  Han slöt sig mycket nära till den grupp av patrioter, som arbetade för avkastande av det franska väldet, stod i förbindelse med de bekanta frihetsmännen Dörnberg och von Schill, var i Berlin medlem av utskottet för bildande av lantvärn och landstorm samt deltog som frivillig i kriget 1813. 
Samma år insattes han av Stein till medlem av de mot Napoleon I förbundna makternas centralförvaltning över de erövrade tyska länderna och deltog därefter i administrationen av de enligt Parisfreden 1814 ockuperade franska departementen. 1815 inträdde han som legationsråd i utrikesministeriet, där han [1831 förordnades till direktor. På sistnämnda plats inlade han stor förtjänst om bildandet av tyska tullföreningen. 
År 1840 blev Eichhorn chef för kultusministeriet. Såsom sådan ansågs han föga lycklig i ordnandet av den evangeliska kyrkans ställning till staten och fick rykte om sig att vara en politisk och kyrklig reaktionär. Eichhorn avgick till följd av marsoroligheterna 1848.